# Luis Maldonado Boggiano
Luis Maldonado Boggiano (Ancud, 28 de octubre de 1907-1998) fue un abogado y juez chileno. Ejerció como presidente de la Corte Suprema entre 1988 y 1991.

## Biografía
Hijo de Basilio Maldonado Alarcón y de Antonita Boggiano Dofianno.
Estudió en el Seminario Conciliar de su ciudad natal, y en 1924 entró a la Facultad de Derecho de la Universidad de Chile, donde realizó sus tres primeros años de la carrera, y tras un receso de un año en 1927 para realizar su servicio militar, realizó los últimos dos años en la Pontificia Universidad Católica de Chile, jurando como abogado el 19 de diciembre de 1930.
Se casó con Raquel Croquevielle Guesala en Puerto Montt el 12 de febrero de 1933, con quien tuvo tres hijos, entre ellos, Mónica, quien se desempeñó como fiscal de la Corte Suprema, y Luis Alberto, conservador de bienes raíces de Santiago.
Fue profesor en el Liceo Blanco Encalada y en el Liceo Comercial, ambos en Talca. En su alma mater fue profesor ayudante de derecho romano y profesor titular de derecho procesal.

## Carrera judicial
En 1931 se inició como procurador de contribuciones morosas en las provincias de Llanquihue y Chiloé. Fue juez de Última Esperanza, en Puerto Natales (1933-1934), de La Unión (1934-1937), de Puerto Aysén (1937-1942) y de Valdivia (1942-1944). Ese año pasó a ser relator de la Corte de Apelaciones de Chillán, mismo rol que tuvo en la Corte de Apelaciones de Santiago, primero como suplente y luego como titular, desde 1945.
Fue ministro de las Cortes de Apelaciones de Valdivia (1951-1953), Talca (1953-1958) y Santiago (1958-1966). Ese año fue nombrado ministro de la Corte Suprema, donde fue presidente entre el 18 de mayo de 1988 y 1991. Paralelamente a ello fue miembro del Tribunal Constitucional entre 1985 y 1991, siendo su presidente entre 1989 y 1991, y miembro de la Corte Marcial en 1961, 1962 y 1965, siendo su presidente en dos ocasiones; sin embargo, como presidente de la Corte Suprema criticó a la justicia militar en la inauguración del año judicial de 1989, declarando que «carece de independencia (...) Sus magistrados no gozan de inamovilidad y en ella no existe un acabado derecho a la defensa». En 1991 se jubiló del Poder Judicial, y falleció en 1998.
En Itahue, comuna de Molina, existe la Escuela Luis Maldonado Boggiano, nombrada en homenaje al magistrado.